# ليدز الغربية (دائرة انتخابية في المملكة المتحدة)
ليدز الغربية (بالإنجليزية: Leeds West)‏ هي إحدى الدوائر الانتخابية في المملكة المتحدة الممثلة في مجلس العموم في برلمان المملكة المتحدة.
عضو البرلمان الذي يمثلها حالياً هو :Rt Hon John Battle (Lab).